# Каші-Магаллє
Каші-Магаллє (перс. كاشي محله) — село в Ірані, у дегестані Дабуй-є Джонубі, у бахші Дабудашт, шагрестані Амоль остану Мазендеран. За даними перепису 2006 року, його населення становило 216 осіб, що проживали у складі 55 сімей.

## Клімат
Середня річна температура становить 17,03 °C, середня максимальна – 31,19 °C, а середня мінімальна – 3,70 °C. Середня річна кількість опадів – 855 мм.
| Клімат поселення                              | Клімат поселення | Клімат поселення | Клімат поселення | Клімат поселення | Клімат поселення | Клімат поселення | Клімат поселення | Клімат поселення | Клімат поселення | Клімат поселення | Клімат поселення | Клімат поселення | Клімат поселення |
| Показник                                      | Січ.             | Лют.             | Бер.             | Квіт.            | Трав.            | Черв.            | Лип.             | Серп.            | Вер.             | Жовт.            | Лист.            | Груд.            |                  |
| Середній максимум, °C                         | 11,18            | 11,69            | 14,61            | 20,45            | 24,27            | 27,58            | 31,00            | 31,19            | 28,50            | 23,74            | 18,39            | 14,13            |                  |
| Середня температура, °C                       | 7,44             | 7,95             | 10,87            | 16,70            | 20,51            | 23,82            | 26,02            | 26,20            | 23,50            | 18,77            | 13,40            | 9,14             |                  |
| Середній мінімум, °C                          | 3,70             | 4,21             | 7,13             | 12,96            | 16,77            | 20,10            | 21,05            | 21,22            | 18,53            | 13,78            | 8,42             | 4,16             |                  |
| Норма опадів, мм                              | 93               | 70               | 60               | 29               | 25               | 23               | 22               | 50               | 93               | 149              | 127              | 114              |                  |
| Середньомісячна швидкість вітру, м/с          | 2.08             | 2.50             | 2.42             | 2.42             | 2.38             | 2.77             | 2.71             | 2.18             | 2.00             | 1.90             | 1.86             | 2.05             |                  |
| Середньомісячна сонячна радіація, кДж/м²·день | 8300             | 10430            | 12534            | 15805            | 19899            | 21805            | 21757            | 18899            | 15452            | 12066            | 9623             | 7824             |                  |
| --------------------------------------------- | ---------------- | ---------------- | ---------------- | ---------------- | ---------------- | ---------------- | ---------------- | ---------------- | ---------------- | ---------------- | ---------------- | ---------------- | ---------------- |
| Джерело:                                      |                  |                  |                  |                  |                  |                  |                  |                  |                  |                  |                  |                  |                  |